# Brownsdale (Florida)
Brownsdale ist  ein census-designated place (CDP) im Santa Rosa County im US-Bundesstaat Florida mit 528 Einwohnern (Stand: 2020). 

## Geographie
Brownsdale liegt rund 35 km nördlich von Milton sowie etwa 50 km nördlich von Pensacola.

## Demographische Daten
Laut der Volkszählung 2010 verteilten sich die damaligen 471 Einwohner auf 238 Haushalte. 97,0 % der Bevölkerung bezeichneten sich als Weiße, 0,2 % als Afroamerikaner und 1,5 % als Indianer. 0,2 % gaben die Angehörigkeit zu einer anderen Ethnie und 1,1 % zu mehreren Ethnien an. 1,9 % der Bevölkerung bestand aus Hispanics oder Latinos.
Im Jahr 2010 lebten in 38,2 % aller Haushalte Kinder unter 18 Jahren sowie 28,3 % aller Haushalte Personen mit mindestens 65 Jahren. 80,9 % der Haushalte waren Familienhaushalte (bestehend aus verheirateten Paaren mit oder ohne Nachkommen bzw. einem Elternteil mit Nachkomme). Die durchschnittliche Größe eines Haushalts lag bei 2,72 Personen und die durchschnittliche Familiengröße bei 3,06 Personen.
28,2 % der Bevölkerung waren jünger als 20 Jahre, 22,1 % waren 20 bis 39 Jahre alt, 28,5 % waren 40 bis 59 Jahre alt und 21,2 % waren mindestens 60 Jahre alt. Das mittlere Alter betrug 40 Jahre. 50,1 % der Bevölkerung waren männlich und 49,9 % weiblich.
Das durchschnittliche Jahreseinkommen lag bei 67.143 $, dabei lebten 10,0 % der Bevölkerung unter der Armutsgrenze.